# Paul Hinder
Paul Hinder OFMCap (Bussnang, 22 de abril de 1942) é um religioso católico suíço e vigário apostólico emérito no Vicariato Apostólico do Sul da Arábia, o qual governou de 2005 a 2022. Desde abril de 2020, ele também é responsável pelo Vicariato Apostólico da Arábia Setentrional.

## Biografia
Paul Hinder cresceu com seus três irmãos Wilhelm, Pius e Josef em Stehrenberg perto de Weinfelden. Entrou na Ordem dos Capuchinhos em 1962, fez a profissão em 18 de setembro de 1966, estudou no Seminário Teológico Capuchinho de Solothurn e foi ordenado sacerdote lá em 4 de julho de 1967. Paul Hinder obteve seu doutorado na Universidade de Friburgo (Suíça) com uma tese sobre direitos fundamentais na Igreja sob o cânone Eugenio Corecco, bispo de Lugano desde 1986.
Depois de vários anos de trabalho pastoral e como chefe do noviciado, tornou-se superior regional dos capuchinhos suíço-alemães e, em 1989, provincial dos capuchinhos suíços. Em 1994, Paul Hinder foi eleito para o Conselho Geral da Ordem dos Capuchinhos, responsável pelas Províncias de língua alemã e francesa e pelos Capuchinhos do Oriente Médio.
Como tem sido costume desde o século 19 para o bispo na Arábia vir dos capuchinhos, em 2003, o Papa João Paulo II nomeou Paul Hinder bispo auxiliar no sul e norte do Vicariato Apostólico da Arábia e nomeado bispo titular de Macon.
Foi ordenado bispo em 30 de janeiro de 2004, na Catedral de São José em Abu Dhabi, pelo cardeal Dom Crescenzio Sepe, prefeito da Congregação para a Evangelização dos Povos; os co-consagradores foram Dom Giuseppe De Andrea, núncio na Arábia, e Dom Frei Giovanni Bernardo Gremoli, OFMCap, vigário apostólico na Arábia. O lema de Hinder é: Justitia et pax et gaudium (latim para "justiça, paz e alegria").
Em 21 de março de 2005, foi nomeado vigário apostólico da Arábia e Iêmen com sede em Abu Dhabi, Emirados Árabes Unidos (EAU).
Com a divisão do Vicariato Apostólico da Arábia em Vicariato Apostólico da Arábia Meridional e Vicariato Apostólico da Arábia Setentrional, Paul Hinder assumiu o primeiro em 31 de maio de 2011. Com uma área de mais de 900.000 quilômetros quadrados, é uma das maiores circunscrições eclesiásticas do mundo. Inclui os países Iêmen, Omã, Emirados Árabes Unidos (EAU). Qatar, Bahrein e Arábia Saudita formaram o Vicariato Apostólico da Arábia Setentrional com 2.180.000 quilômetros quadrados desde 2011. Além disso, Paul Hinder ficou responsável pelos mais de um milhão de cristãos internacionais que são profissionalmente ativos na Península Arábica, incluindo todas as igrejas de rito oriental na Arábia, por exemplo, maronita do Líbano ou siro-malabares e siro-malancars da Índia.
Como um dos principais pastores cristãos em países exclusivamente muçulmanos, as mãos de Paul Hinder estão em grande parte atadas quando se trata de críticas sociais (por exemplo, as condições de trabalho de funcionários estrangeiros) sob o risco de expulsão. Quanto ao suposto perigo do Islã para a Europa, ele acredita que o perigo está na tibieza religiosa dos europeus.
Após a morte de Camillo Ballin MCCI, bispo e vigário apostólico da Arábia Setentrional, em meados de abril de 2020, Hinder, a pedido do Papa Francisco, assumiu o cargo de administrador apostólico em 13 de maio de 2020 até novo aviso como chefe do Vicariato para a Arábia do Norte com Bahrein, Qatar e Arábia Saudita.
Em 12 de julho de 2008 foi nomeado membro do Pontifício Conselho para a Pastoral dos Migrantes e Itinerantes.
De acordo com um comunicado da agência de imprensa católica internacional Kipa/apic em 4 de julho de 2009, Paul Hinder e Heinz Wilhelm Steckling, então superior geral da Ordem Missionária dos Oblatos da Imaculada (OMI), foram nomeados pelo Papa Bento XVI como conselheiros da Congregação Missionária.
Em 1 de maio de 2022, o Papa Francisco acaatou ao pedido de renúncia de Dom Paul ao Vicariato Apostólico da Arábia Meridional por motivo de idade, nomeando como seu sucessor seu confrade Dom Paolo Martinelli, OFMCap, então bispo auxiliar da Arquidiocese de Milão. Em 28 de janeiro de 2023, o Pontífice nomeou um novo vigário apostólico da Arábia Setentrional, Monsenhor Aldo Berardi, OSST. Hinder deve permanecer como administrador apostólico até sua ordenação e posse.